# 重磅腥聞
是一部2019年的美國劇情傳記電影，由傑·洛奇執導，莎莉·賽隆、妮可·基嫚和瑪格·羅比主演。電影改編自真人實事，講述新聞女主播梅根·凱利、格蕾琴·卡爾森遭遇福斯新聞頻道的負責人羅傑·艾爾斯藉職權性騷擾，這促使她們和凱拉·波士比西爾聯手，揭發艾爾斯的罪行。
該片由獅門影視公司負責發行，於2019年12月13日在美國上映。這部電影獲得中等偏正面為主的評價，其中莎莉·賽隆、妮可·基嫚和瑪格·羅比的演技、電影的核心主題尤其獲得媒體與影評界的青睞，受評論家批評的部分則在於電影改編未能深入事件。

## 概要
福斯新聞頻道的負責人羅傑·艾爾斯，是現實生活中對電視網絡佔主導地位的保守派人物。電影的集中重點在新聞女主播梅根·凱利、格蕾琴·卡爾森及複合角色凱拉·波士比西爾（Kayla Pospisil）。凱利是該網絡最受歡迎的新聞主播之一，並跟其他人合作主持2016年共和黨辯論大會。在辯論大會的當天，她生病又嘔吐，但她仍對當勞·特朗普（Donald Trump）對女性的評論表示質疑。為了報復，他於辯論大會後在推特上侮辱她，其他人也效仿。某日，一名狗仔隊在她家門外跟蹤凱利的家人以偷拍其孩子的照片，此事促使凱利的丈夫道格拉斯·布魯特把入侵者趕出去。福斯新聞後來為凱利聘請安保人員，艾爾斯則擔心辯論那天有人會毒殺她。
卡爾森被免去作為人氣節目《福斯與朋友們》的共同主持人之職，並被調至不太受歡迎的節目。性別歧視評論斷斷續續地充斥於她的生活，她會見律師，對方告訴她指魯迪·巴赫蒂亞爾於拒絕艾爾斯以性交換晉升機會後被解雇了。他們將會計劃對艾爾斯提起性騷擾訴訟，但告訴卡爾森，她將需要其他女性的證據和證詞。
凱拉·波士比西爾是福斯新聞的最新僱員，她跟卡爾森一同工作，但很快就接受了《奧萊利因子》的一項工作。比爾·奧雷利在她上班的第一天就把她開除了，她喝醉了，並跟福斯的潔西·卡爾睡了。當她們醒來的時候，波士比西爾說自己並非女同性戀，她看見卡爾的希拉里·克林頓海報時不禁震驚。當被問到為何一個自由黨的女同性戀者會替福斯工作時，卡爾說她申請了許多工作，但只有福斯是僱用她的網絡頻道，現在沒有人願意僱用。波士比西爾後來被邀請到艾爾斯的辦公室，在那裡他要求她掀起裙子至讓他看見內褲的位置。她把此事告訴卡爾，然而對方不想介入其中。
卡爾森在節目中表態，她表示支持突擊武器禁令，此促使艾爾斯召見她。她在沒有給出明確的原因下被解僱，她決定控告艾爾斯職場性騷擾。他與妻子貝絲，跟律師蘇珊·埃斯特里奇及魯迪·朱利安尼會面，他否認指控。所有女職員都被要求跟福斯新聞頻道站在同一陣線，但凱利不予置評。
當訴訟提出後，沒有其他女性挺身而出，這使卡爾森的期望破滅了。觀眾使她激動起來。凱利找到其他受害女性，當中包括波士比西爾，然而遭到艾爾斯及奧萊利的性騷擾。
波士比西爾說她服從艾爾斯保護自己的工作，但現在希望挺身而出。凱利大聲說知道還有22位受害女性。埃斯特里奇告訴艾爾斯，卡爾森已經錄製了可以讓她勝訴的對話。艾爾斯會見了福斯的聯合創始人魯珀特·梅鐸，對方告訴他指將會被解僱。艾爾斯要求發布該消息，但默多克拒絕。當默多克說他要接管福克斯時，卡爾拒絕說出來，波士比西爾知道自己將會被解僱，所以辭職了。
同時，卡爾森從福斯那裡得到$2,000萬美元的賠償和道歉，但她不能說自己的案件。她告訴觀眾，她不在乎是否喜歡她，只是需要他們相信她。

## 演員與角色
- 莎莉·賽隆 飾 梅根·凱利（Megyn Kelly）
- 妮可·基嫚 飾 格蕾琴·卡爾森（Gretchen Carlson）
- 瑪歌·羅比 飾 凱拉·波士比西爾（Kayla Pospisil）
- 尊·力高 飾 羅傑·艾爾斯（Roger Ailes）
- 康妮·布里頓（英语：Connie Britton） 飾 貝絲·艾爾斯（Beth Ailes）
- 羅布·迪蘭尼（英语：Rob Delaney） 飾 基利·諾曼（Gil Norman）
- 馬克·杜普拉斯 飾 道格拉斯·布魯特（Douglas Brunt）
- 麗芙·休森 飾 莉莉·巴林（Lily Balin）
- 艾莉森·珍妮 飾 蘇珊·埃斯特里奇（Susan Estrich）
- 布莉姬·朗迪-潘恩 飾 朱莉雅·克拉克（Julia Clarke）
- 馬康·麥杜維 飾 魯柏·梅鐸（Rupert Murdoch）
- 凱特·麥金儂 飾 潔西·卡爾（Jess Carr）
- 凱蒂·阿瑟爾頓（英语：Katie Aselton） 飾 艾麗西亞（Alicia）
- 納薩寧·博尼亞迪（英语：Nazanin Boniadi） 飾 魯迪·巴赫蒂亞爾（Rudi Bakhtiar）
- 安迪·巴克利（英语：Andy Buckley） 飾 葛臣·茲威法克（Gerson Zweifac）
- 米高·比伊 飾 布萊特·拜爾（Bret Baier）
- P·J·拜恩 飾演 尼爾·卡夫托（Neil Cavuto）
- 達西·卡登（英语：D'Arcy Carden） 飾 麗貝卡（Rebekah）
- 布雷·康登（英语：Bree Condon） 飾 金柏莉·吉爾福伊爾（Kimberly Guilfoyle）
- 凱文·多夫（英语：Kevin Dorff） 飾 比爾·奧賴利（Bill O'Reilly）
- 艾莉絲·伊芙 飾 安斯利·埃爾哈特（Ainsley Earhardt）
- 史賓沙·加勒特（英语：Spencer Garrett） 飾 肖恩·漢尼提（Sean Hannity）
- 艾希莉·葛林 飾 艾比·亨斯曼（Abby Huntsman）
- 翠西亞·海爾弗 飾 阿里森·卡梅羅塔（英语：Alisyn Camerota）
- 馬克·伊文·積遜（英语：Marc Evan Jackson） 飾 基斯·華萊士（Chris Wallace）
- 布萊恩·達西·詹姆斯（英语：Brian d'Arcy James） 飾 布萊恩·威爾遜 (Brian Wilson)
- 理查·坎德 飾 魯迪·朱利安尼 (Rudolph Guiliani)[4]
- 艾美·蘭德克 飾 黛安·布蘭迪（Dianne Brandi）
- 本·羅森 飾 拉克蘭·梅鐸（Lachlan Murdoch）
- 喬許·羅森 飾 詹姆斯·梅鐸（James Murdoch）
- 珍妮花·摩利遜 飾 朱麗葉·哈迪（英语：Juliet Huddy）
- 馬克·摩西（英语：Mark Moses） 飾 比爾·希恩（英语：Bill Shine）
- 阿娜·歐蕾莉 飾 朱莉·羅金斯基（Julie Roginsky）
- 托尼·普蘭納 飾 傑拉爾多·里維拉（英语：Geraldo Rivera）
- 麗莎·坎寧（英语：Lisa Canning） 飾 哈里斯·福克納（英语：Harris Faulkner）
- 伊麗莎白·羅姆 飾 瑪花·麥卡勒姆（Martha MacCallum）
- 斯蒂芬·魯特 飾 尼爾·穆倫（Neil Mullen）
- 約翰·羅斯曼（英语：John Rothman） 飾 馬丁·海曼（Martin Hyman）
- 布魯克·史密夫（英语：Brooke Smith (actress)） 飾 艾琳娜·布里甘特（Irena Brigante）
- 霍蘭德·泰勒（英语：Holland Taylor） 飾 菲（Faye）[5]
- 阿蘭娜·烏巴赫（英语：Alanna Ubach） 飾 珍妮·皮羅（Jeanine Pirro）
- 羅賓·韋格特（英语：Robin Weigert） 飾 蘭茜·史密夫（Nancy Smith）
- 瑪德琳·悉馬（英语：Madeline Zima） 飾 艾迪（Edie）
- 安妮·拉姆齊（英语：Anne Ramsay） 飾 格雷塔·範·蘇斯特倫（Greta Van Susteren）
- 連儂·帕勒姆（英语：Lennon Parham） 飾 貝絲的員工
- 喬恩·加布魯斯（英语：Jon Gabrus） 飾 音響技工
- 道克·法羅（英语：Doc Farrow） 飾 盧卡斯（Lucas）

## 製作

### 開發
2017年5月18日，福斯新聞頻道的聯合創始人、前董事長暨執行長羅傑·艾爾斯離世不久之後，安納普爾納影業宣佈開發這部電影，主要講述福斯新聞頻道的數名女性員工對艾爾斯提出職場性騷擾控告，其中包括梅根·凱利和格蕾琴·卡爾森，查爾斯·蘭道夫將執筆編劇。2018年5月22日，傑·洛奇確認執導影片。2018年8月1日，AJ·迪克斯（AJ Dix）、貝絲·基諾（Beth Kono）、查爾斯·蘭道夫、傑·洛奇和瑪格麗特·萊利（Margaret Riley）共同擔當監製，莎莉·賽隆的丹佛和黛利拉製作公司負責影片製作。2018年10月9日，由於電影預算增長，安納普爾納影業退出製作團隊。布龍工作室仍參與製作，影片監製正在向焦點影業等製作公司尋求資金支持。接下來的一周，獅門影視公司開始與監製商談。10月底，雙方達成協議，影片確定由獅門影視公司負責分銷發行。2018年12月，西奧多·夏皮羅確定為影片作曲，巴里·阿克羅伊德擔當攝像。電影最初的暫定名稱為的「公正與平衡」（Fair and Balanced）。2019年8月，影片的正式名稱確定為「重磅腥聞」（Bombshell）。

### 選角
隨著編導團隊正式確定，查理茲·塞隆與製作組進入商談階段，有望出演福斯新聞頻道的前主播梅根·凱利。2018年8月1日，查理茲·塞隆確認領銜出演梅根·凱利，妮可·基嫚和瑪歌·羅比與製作組進入商談階段，妮可·基嫚將出演格蕾琴·卡爾森，瑪歌·羅比出演的角色原型取材於福斯新聞頻道的多名助理節目製作人。2018年8月22日，約翰·利思戈確認飾演羅傑·艾爾斯。2018年9月，艾莉森·珍妮和凱特·麥金儂加入劇組，艾莉森·珍妮出演律師蘇珊·埃斯特里奇，凱特·麥金儂出演虛構的電視台節目製作人。2018年10月，麥坎·邁道爾確認出演魯柏·梅鐸，馬克·杜普拉斯出演道格拉斯·布倫特，艾莉絲·伊芙出演安斯利·埃爾哈特。2018年11月，布莉姬·朗迪-潘恩和麗芙·休森加入劇組，出演兩名虛構角色。阿蘭娜·烏巴赫、伊麗莎白·羅姆、斯賓塞·加勒特、康妮·布里頓、艾希莉·葛林、布魯克·史密斯、麥克·比伊（Michael Buie）、納薩寧·博尼亞迪和布雷·康登分別出演珍妮·皮羅、瑪莎·麥卡勒姆、肖恩·漢尼提、貝絲·艾爾斯（Beth Ailes）、艾比·亨斯曼、艾琳娜·布里甘特（Irena Brigante）、布萊特·拜爾、魯迪·巴赫蒂亞爾和金柏莉·吉爾福伊爾。2018年12月，羅布·迪蘭尼加入劇組，阿娜·歐蕾莉將出演朱莉·羅金斯基。2019年6月，羅賓·韋格特加入劇組。

### 拍攝
影片的主體拍攝於2018年10月22日在加利福尼亞州洛杉磯開機。

## 宣傳與發行
電影於2019年12月20日在美國上映，之後提前至2019年12月13日以有限上映的方式發行，直至12月20日才擴大上映。
2019年8月21日，獅門影視公司釋出第一支先行預告片。

## 資料來源
1. ↑  Keegan, Rebecca. . The Hollywood Reporter. 2019-12-05  [2019-12-11]. （原始内容存档于2019-12-08）.
2. ↑  . Box Office Mojo. IMDb.   [2019-12-26]. （原始内容存档于2019-12-20）.
3. ↑  . The Numbers. IMDb.   [2019-12-26]. （原始内容存档于2019-12-19）.
4. ↑  Walsh, Kate. . Vanity Fair. October 14, 2019  [October 14, 2019]. （原始内容存档于October 16, 2019）.
5. ↑  Mendoza, Manuel. . The Dallas Morning News. October 9, 2019  [October 15, 2019]. （原始内容存档于October 15, 2019）.
6. ↑  Lang, Brent. . Variety. 2017-05-18  [2018-08-01]. （原始内容存档于2018-08-19） （美国英语）.
7. 1 2  Hipes, Patrick. . Deadline Hollywood. 2018-05-22  [2018-08-01]. （原始内容存档于2018-07-23） （美国英语）.
8. 1 2  Kroll, Justin. . Variety. 2018-08-01  [2018-08-01]. （原始内容存档于2018-08-02） （美国英语）.
9. ↑  D'Alessandro, Anthony. . Deadline Hollywood. 2018-10-09  [2018-10-09]. （原始内容存档于2018-10-09） （美国英语）.
10. ↑  D'Alessandro, Anthony. . Deadline Hollywood. 2018-10-15  [2018-10-15]. （原始内容存档于2018-10-16） （美国英语）.
11. 1 2 3  D'Alessandro, Anthony. . Deadline Hollywood. 2018-10-25  [2018-10-25]. （原始内容存档于2018-10-28） （美国英语）.
12. ↑  Mavity, Will. . Next Best Picture. 2018-12-14  [2018-12-16]. （原始内容存档于2018-12-17） （美国英语）.
13. ↑  Lester, Margot Carmichael. . ICG Magazine. 2018-11-29  [2018-12-16]. （原始内容存档于2019-04-02） （美国英语）.
14. ↑  Evangelista, Chris. . @cevangelista413. 2019-08-20  [2019-08-21]. （原始内容存档于2021-10-13） （美国英语）.
15. ↑  Galuppo, Mia; Kit, Borys. . The Hollywood Reporter. 2018-08-01  [2018-08-01]. （原始内容存档于2018-08-02） （美国英语）.
16. ↑  Brent, Lang; Kroll, Justin. . Variety. 2018-08-22  [2018-08-22]. （原始内容存档于2018-08-22） （美国英语）.
17. ↑  Wiseman, Andreas. . Deadline Hollywood. 2018-09-20  [2018-09-20]. （原始内容存档于2018-09-21） （美国英语）.
18. ↑  Wiseman, Andreas. . Deadline Hollywood. 2018-09-24  [2018-09-24]. （原始内容存档于2018-09-25） （美国英语）.
19. ↑  Kroll, Justin. . Variety. 2018-10-08  [2018-10-08]. （原始内容存档于2018-10-08） （美国英语）.
20. ↑  D'Alessandro, Anthony. . Deadline Hollywood. 2018-11-08  [2018-11-08]. （原始内容存档于2018-11-09） （美国英语）.
21. ↑  D'Alessandro, Anthony. . Deadline Hollywood. 2018-11-14  [2018-11-14]. （原始内容存档于2018-11-14） （美国英语）.
22. 1 2  D'Alessandro, Anthony. . Deadline Hollywood. 2018-11-15  [2018-11-15]. （原始内容存档于2018-11-16） （美国英语）.
23. ↑  Galuppo, Mia. . The Hollywood Reporter. 2018-11-16  [2018-11-16]. （原始内容存档于2018-11-17） （美国英语）.
24. ↑  Ramos, Dino-Ray. . Deadline Hollywood. 2018-11-19  [2018-11-19]. （原始内容存档于2018-11-20） （美国英语）.
25. 1 2  N'Duka, Amanda. . Deadline Hollywood. 2018-11-20  [2018-11-20]. （原始内容存档于2018-11-21） （美国英语）.
26. ↑  D'Alessandro, Anthony. . Deadline Hollywood.   [2019-08-27]. （原始内容存档于2019-04-02）.
27. ↑  N'Duka, Amanda. . Deadline Hollywood. 2018-11-29  [2018-11-29]. （原始内容存档于2018-11-29） （美国英语）.
28. ↑  White, Peter. . Deadline Hollywood. 2018-12-05  [2018-12-05]. （原始内容存档于2018-12-06） （美国英语）.
29. ↑  D'Alessandro, Anthony. . Deadline Hollywood. 2018-12-10  [2018-12-10]. （原始内容存档于2018-12-11） （美国英语）.
30. ↑  . The Knockturnal. 2019-06-06  [2019-06-10]. （原始内容存档于2019-08-21） （美国英语）.
31. ↑  Dupre, Elyse. . E! News. 2018-10-26  [2018-10-30]. （原始内容存档于2018-10-29） （美国英语）.
32. ↑  Siegel, Tatiana. . The Hollywood Reporter. 2018-10-30  [2018-10-30]. （原始内容存档于2018-10-31） （美国英语）.
33. ↑  . TheWrap. 2019-03-06  [2019-08-27]. （原始内容存档于2019-08-22） （美国英语）.
34. ↑  McNary, Dave. . Variety. 2019-10-29  [2019-10-29]. （原始内容存档于2019-10-30）.
35. ↑  D'Alessandro, Anthony. . deadline.com. 2019-08-21  [2019-08-27]. （原始内容存档于2019-08-22） （美国英语）.

## 外部連結
- 官方网站
- 互联网电影数据库（IMDb）上《重磅腥聞》的资料（英文）